# Чистец византийский
Чистец византийский (лат. Stachys byzantina) — вид многолетних травянистых растений рода Чистец (Stachys) семейства Яснотковые (Lamiaceae). В диком виде растёт в Турции, Армении, Иране, Причерноморском районе России и Украины, в Крыму, на Кавказе (Дагестан, Восточное и Южное Закавказье); выращивается как декоративное растение в садах и на клумбах и в других регионах России. Растёт на каменистых склонах, разводится в садах, иногда дичает. С лечебной целью используются трава (стебли, листья, цветки), корни, листья.

## Биологическое описание
Чистец византийский — многолетнее травянистое растение высотой 20-60 см. Стебли прямые или ветвистые, серебристо и войлочно-шерстисто опушенные. Прикорневые и нижние стеблевые листья лопатчатые или продолговато-линейные. Соцветие образует густой плотный колос из многочисленных многоцветковых мутовок, сближенных наверху, у основания расставленных. Чашечка трубчатая с треугольными зубцами, шерстисто-опушенная. Венчик снаружи опушенный, розовый, трубка его не выдается из чашечки, тычиночные нити выдаются из венчика. Орешки продолговатые, бурые, голые.
Цветёт в мае-августе.

## Химический состав
Растение содержит эфирное масло в количестве 0,25 %, в состав которого входят: 1,8-цинеол (14,8 %), линалоол (12,9 %), кубенол (9,9 %), гермакрен-D (9,6 %), α-терпинеол (7,8 %), ментон (6,9 %), цис-ланцеол ацетат (6,2 %).

## Классификация

### Таксономия
Вид Чистец византийский входит в род Чистец (Stachys) подсемейства Яснотковые (Lamioideae) семейства Яснотковые (Lamiaceae) порядка Ясноткоцветные (Lamiales).
|  |                                      |  |                                                             |                                                             |                      |  | ещё около 20 семейств (согласно Системе APG II) | ещё около 20 семейств (согласно Системе APG II) |                         |  |  |  | ещё около 35 родов  | ещё около 35 родов      |  |  |
|  |                                      |  |                                                             |                                                             |                      |  | ещё около 20 семейств (согласно Системе APG II) | ещё около 20 семейств (согласно Системе APG II) |                         |  |  |  | ещё около 35 родов  | ещё около 35 родов      |  |  |
|  |                                      |  |                                                             | порядок Ясноткоцветные                                      |                      |  |                                                 |                                                 | подсемейство Яснотковые |  |  |  |                     | вид Чистец византийский |  |  |
|  |                                      |  |                                                             | порядок Ясноткоцветные                                      |                      |  |                                                 |                                                 | подсемейство Яснотковые |  |  |  |                     | вид Чистец византийский |  |  |
|  | отдел Цветковые, или Покрытосеменные |  |                                                             |                                                             | семейство Яснотковые |  |                                                 |                                                 | род Чистец              |  |  |  |                     |                         |  |  |
|  | отдел Цветковые, или Покрытосеменные |  |                                                             |                                                             |                      |  |                                                 |                                                 |                         |  |  |  |                     |                         |  |  |
|  |                                      |  | ещё 44 порядка цветковых растений (согласно Системе APG II) | ещё 44 порядка цветковых растений (согласно Системе APG II) |                      |  |                                                 | ещё 7 подсемейств                               | ещё 7 подсемейств       |  |  |  | ещё более 300 видов |                         |  |  |
|  |                                      |  |                                                             | ещё 44 порядка цветковых растений (согласно Системе APG II) |                      |  |                                                 |                                                 | ещё 7 подсемейств       |  |  |  |                     |                         |  |  |

## Галерея

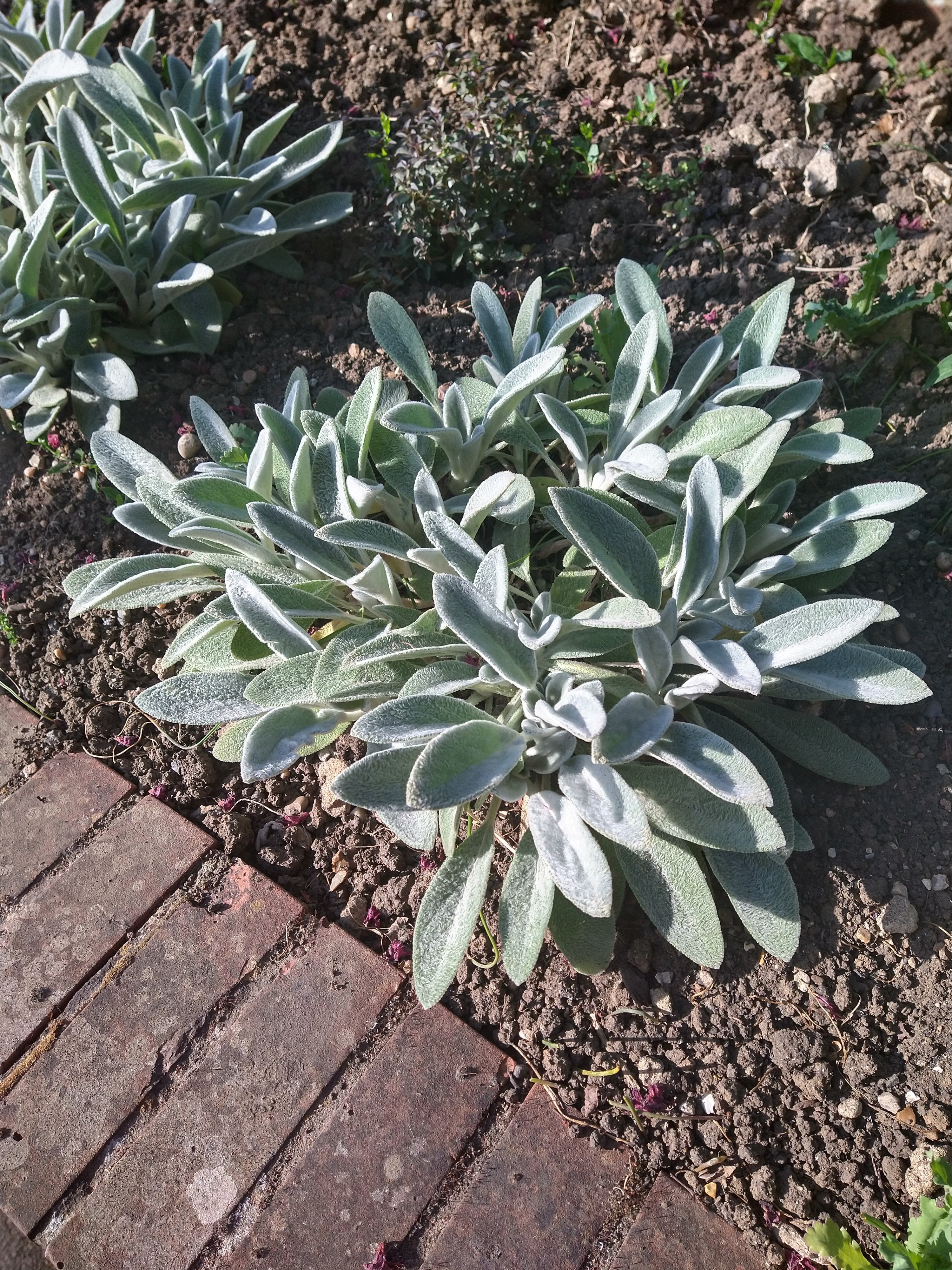
Взрослое растение в начале вегетации
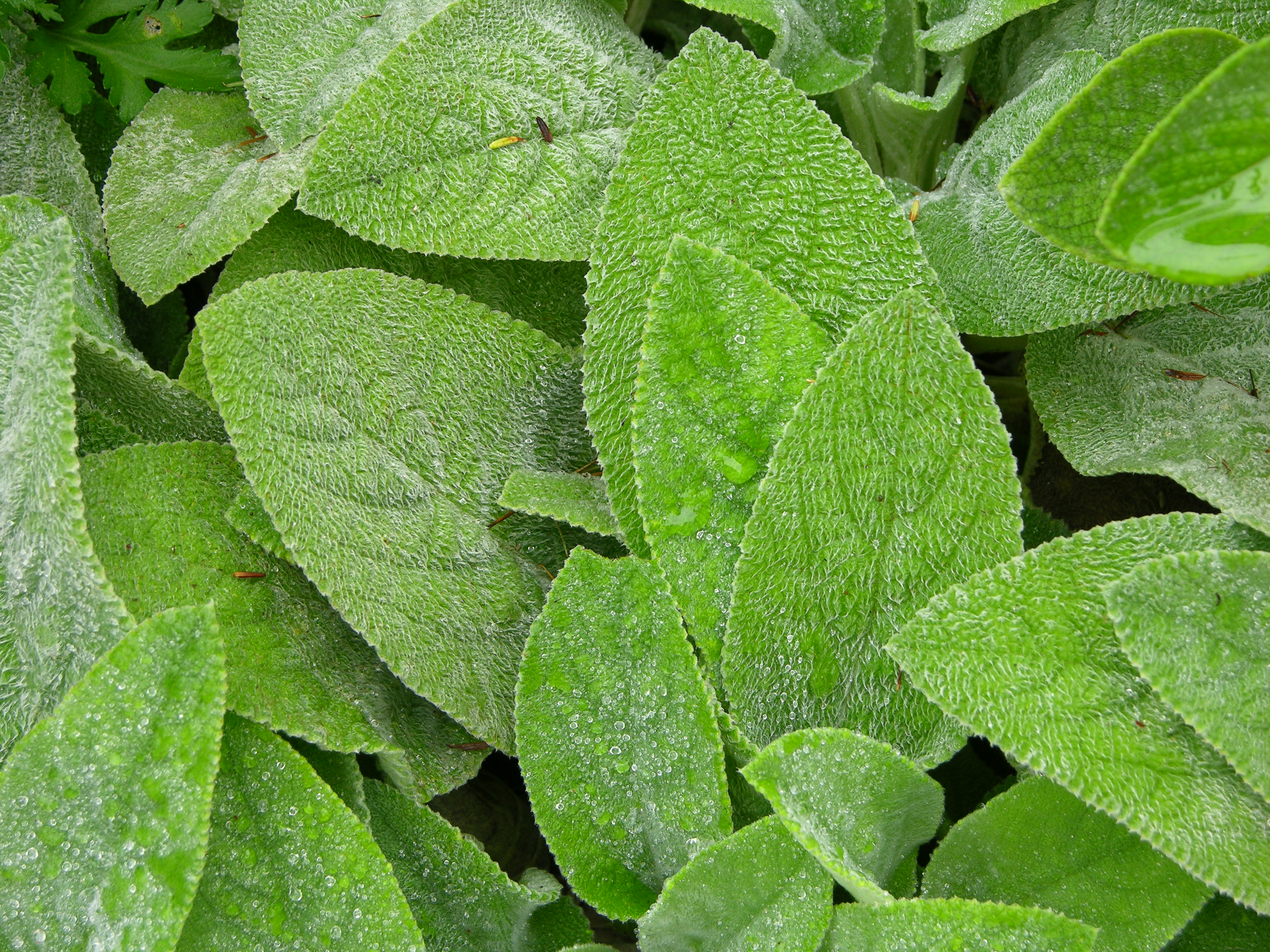
Молодые листья
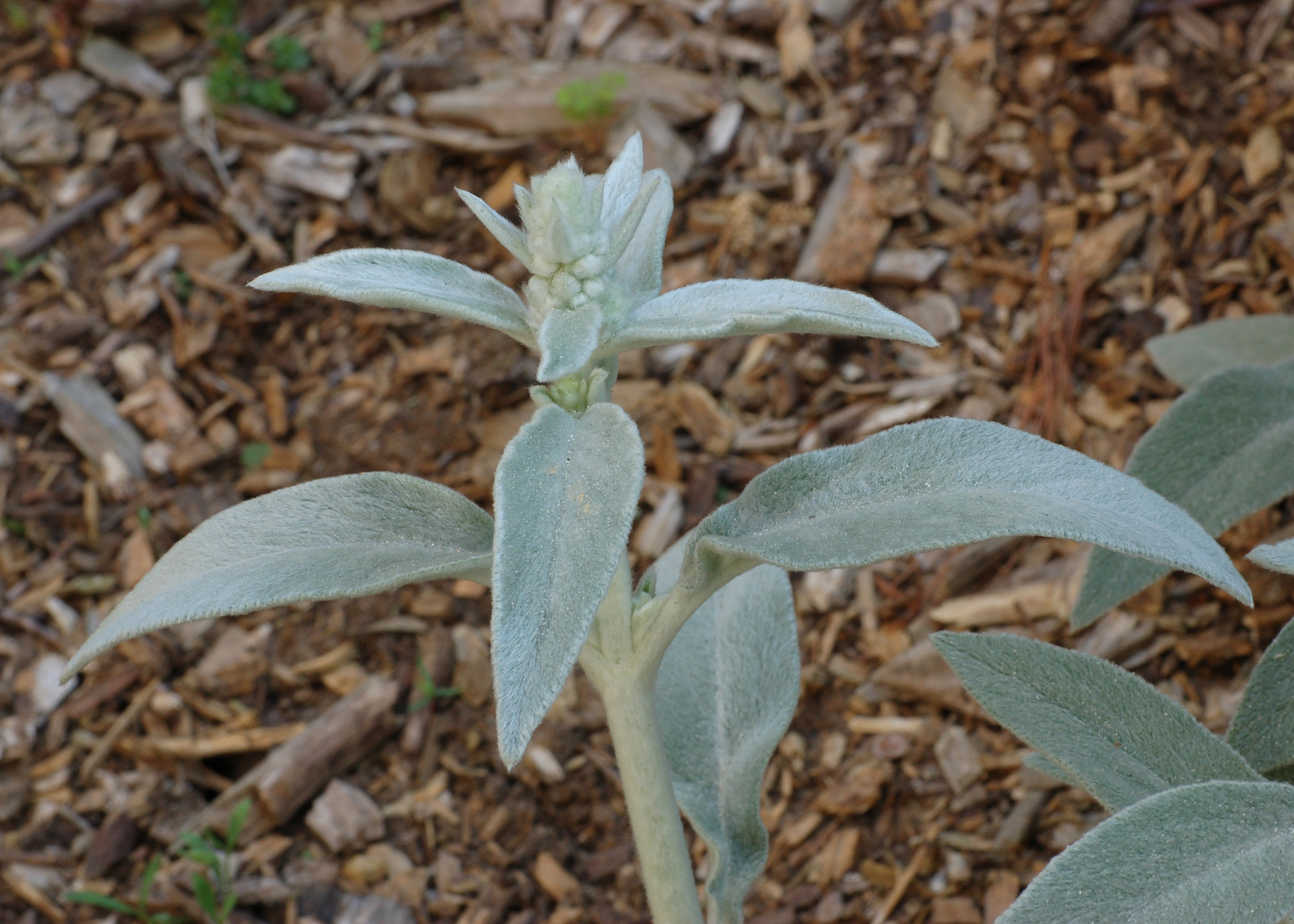
Формирующееся соцветие
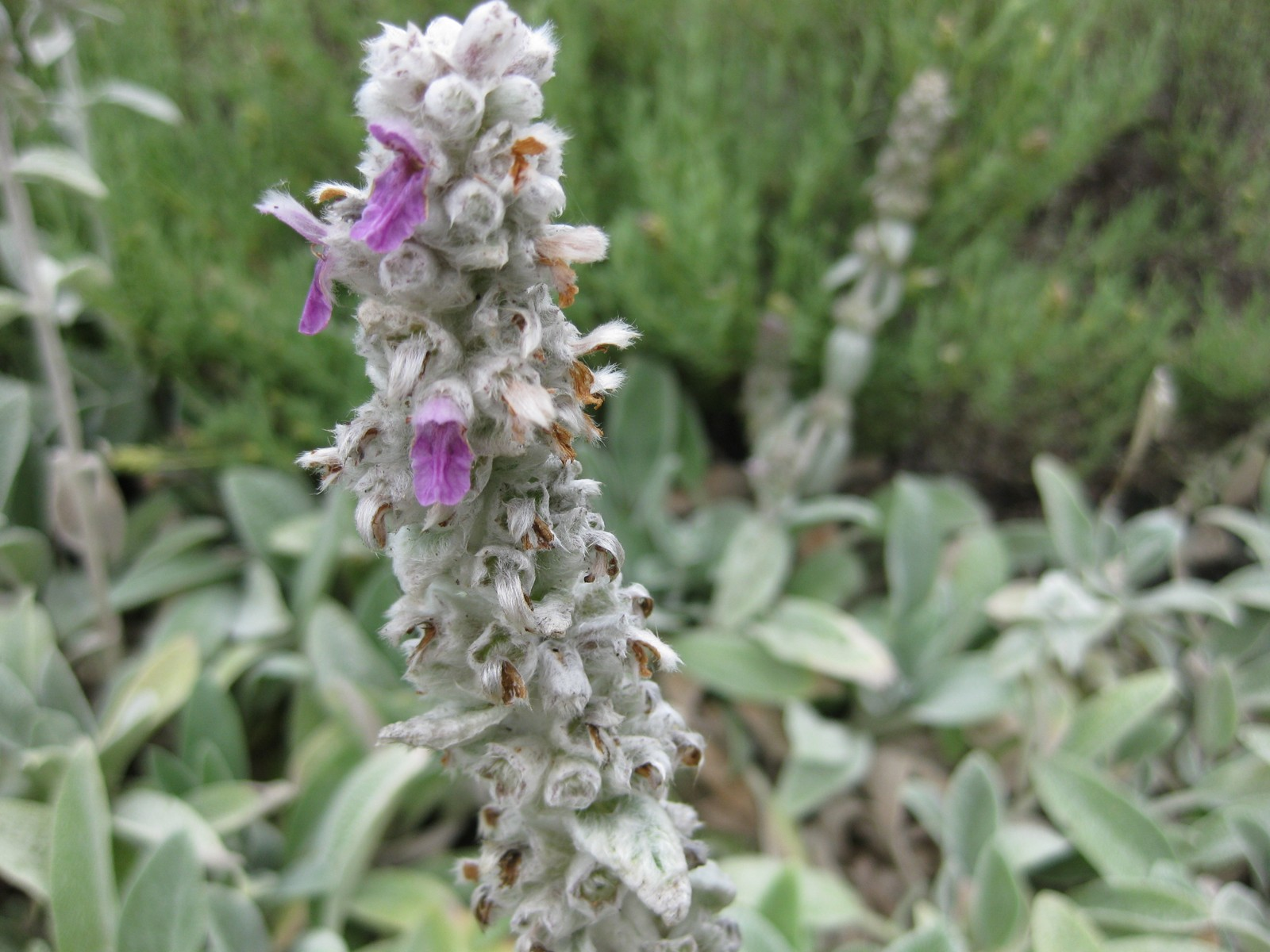
Соцветие с распустившимися цветами